# Spineshank
Spineshank est un groupe de nu metal américain, originaire de Los Angeles, en Californie. Le groupe compte quatre albums studio vendus à plus de 540 000 exemplaires.

## Biographie

### Débuts et période Roadrunner (1996–2003)
Spineshank est formé en février 1996 des restes d'un groupe local appelé Basic Enigma. Il comprendra le chanteur Jonny Santos, le guitariste Mike Sarkisyan et le batteur Tom Decker. Le bassiste Robert Garcia sera ensuite recruté.
Le groupe s'associe par la suite avec le guitariste du groupe Fear Factory, Dino Cazares, et, après avoir entendu leur démo, celui-ci leur propose d'ouvrir pour Fear Factory dans un concert organisé au Whiskey A-Go-Go à Los Angeles. Par la suite, le groupe joue pour notamment Coal Chamber, Snot, Soulfly, Sepultura et Danzig. Par conséquent, Spineshank attire l'intérêt d'un bon nombre de labels. Finalement, le groupe signe avec le label Roadrunner Records, et publie son premier album, Strictly Diesel, le 22 septembre 1998. L'album atteint la 19e place du top 25 des albums metal établi par le magazine CMJ New Music Report. Le chanteur de Fear Factory, Burton C. Bell, participera au chant sur la chanson Stain. Spineshank se joint à Fear Factory et Kilgore (en) à une tournée européenne cette même année.
Le deuxième album de Spineshank, The Height of Callousness, est publié le 10 octobre 2000. Contrairement au premier album, The Height of Callousness sonne particulièrement metal industriel. Le groupe participe à l'Ozzfest 2001, et tourne avec des groupes comme Disturbed, Hed PE, Orgy et Mudvayne en soutien à l'album. Les chansons Synthetic et New Disease sont publiés comme singles. Le troisième album du groupe, Self-Destructive Pattern, est publié le 9 septembre 2003. Le single en tête de liste, Smothered, est nommé pour un Grammy dans la catégorie de « meilleure performance metal » en 2004. Peu après la sortie de l'album, le groupe se lance dans une tournée européenne avec Ill Nino et Chimaira. Un concert, le 6 décembre de la même année, est tourné aux Pays-Bas et est prévu comme DVD sous le titre de Roadrage, mais jamais publié.

### Changements et pause (2004–2008)
En janvier 2004, Santos est annoncé hors de Spineshank. Le batteur Tommy Decker explique qu'ils se sont séparés en bons termes et principalement à cause de divergences musicales. Un jour plus tard, Decker annonce vouloir continuer le groupe, et explique que la séparation s'est faite car le reste du groupe jouait de la musique plus agressive que Santos
Le 17 janvier 2004, Spineshank se lance à la recherche d'un nouveau guitariste. Le 7 novembre 2005, Spineshank annonce l'arrivée de Brandon Espinoza avec lequel ils travaillent cinq mois sur cinq chansons. À cette période, le groupe ne souhaitait pas continuer sous le nom de Spineshank. Le 7 février 2008, après deux ans de silence, Espinoza annonce sa séparation, puis un nouveau projet.

### Retour (depuis 2008)
En 2008, Spineshank revient avec Santos, et publie une démo ce même mois. Le 3 octobre 2011, Spineshank commence l'enregistrement d'une nouvelle chanson intitulée Murder Suicide, publiée sur le site web Noisecreep. Le 19 juin 2012, le groupe publie l'album Anger Denial Acceptance au label Century Media Records.

## Membres

### Membres actuels
- Jonny Santos – chant, guitare (1996–2004, depuis 2008)
- Mike Sarkisyan – guitare, piano (depuis 1996)
- Robert Garcia – basse, chœurs (depuis 1997)
- Tom Decker – batterie, programmation, claviers (depuis 1996)

### Ancien membre
- Brandon Espinoza - chant (2005–2007)

## Discographie
- 1998 : Strictly Diesel
- 2000 : The Height of Callousness
- 2003 : Self-Destructive Pattern
- 2012 : Anger Denial Acceptance